# Mojikit Lake
Mojikit Lake är en sjö i Kanada.   Den ligger i Thunder Bay District och provinsen Ontario, i den sydöstra delen av landet, 1 100 km nordväst om huvudstaden Ottawa. Mojikit Lake ligger 324 meter över havet. Arean är 219 kvadratkilometer. Den sträcker sig 35,1 kilometer i nord-sydlig riktning, och 40,0 kilometer i öst-västlig riktning.
Trakten runt Mojikit Lake är nära nog obefolkad, med mindre än två invånare per kvadratkilometer.